# Don't Wanna Go Home
«Don’t Wanna Go Home» —en español: «No quiero ir a casa»— es una canción del artista estadounidense Jason Derülo, lanzado como el primer sencillo de su segundo álbum de estudio Future History (2011). Escrito por Derülo, Mishan Chaz, Delazyn David Attaway William, Burgie Irving, George Allen y Fred McFarlane, "Don’t Wanna Go Home", fue lanzado el 23 de mayo de 2011 por Beluga Heights Records y Warner Bros. Records. La canción fue producido por The Fliptones, Tim Roberts y Jeanette Heather. Incluye el sample de Show Me Love de Robin S. e incorpora una interpolación de la canción editada en 1956 por Harry Belafonte, "Day-O (The Banana Boat Song)". Derülo ha explicado que "Don’t Wanna Go Home" es una canción para sentirse bien que él escribió para que la gente pudiera escapar de sus problemas, su dolor y su confusión.

## Lista de canciones
- Descarga digital[1]

1. "Don't Wanna Go Home" – 3:25

- Reino Unido – Digital EP[2]

1. "Don't Wanna Go Home" – 3:25
2. "Don't Wanna Go Home" (Club Junkies Club Mix) – 7:07
3. "Don't Wanna Go Home" (Club Junkies Radio Mix) – 3:42
4. "Don't Wanna Go Home" (7th Heaven Club Mix) – 7:54
5. "Don't Wanna Go Home" (7th Heaven Radio Edit) – 4:04

## Posicionamiento en listas y certificaciones
| Listas (2011)                    | Mejor posición |
| -------------------------------- | -------------- |
| Australian Singles Chart         | 5              |
| Australian Urban Singles Chart   | 2              |
| Austrian Singles Chart           | 8              |
| Belgian Singles Chart (Flanders) | 39             |
| Belgian Singles Chart (Wallonia) | 36             |
| Canadian Hot 100                 | 8              |
| Czech Airplay Chart              | 43             |
| Danish Singles Chart             | 12             |
| French Singles Chart             | 23             |
| German Singles Chart             | 11             |
| Hungarian Airplay Chart          | 6              |
| Irish Singles Chart              | 8              |
| Israeli Airplay Chart            | 2              |
| Netherlands Single Top 100       | 12             |
| New Zealand Singles Chart        | 17             |
| Scottish Singles Chart           | 1              |
| Slovak Airplay Chart             | 13             |
| Spanish Airplay Chart            | 7              |
| Spanish Singles Chart            | 17             |
| Swedish Singles Chart            | 37             |
| Swiss Singles Chart              | 18             |
| UK R&B Singles Chart             | 1              |
| UK Singles Chart                 | 1              |
| US Billboard Hot 100             | 14             |
| US Adult Pop Songs               | 37             |
| US Hot Dance Club Songs          | 4              |
| US Pop Songs                     | 10             |

| País           | Organismo certificador | Certificación | Ref.  |
| -------------- | ---------------------- | ------------- | ----- |
| Australia      | ARIA                   | 5× Platino    | [ 3 ] |
| Alemania       | BVMI                   | Oro           | [ 4 ] |
| Canadá         | Music Canada           | Platino       | [ 5 ] |
| Estados Unidos | RIAA                   | Oro           | [ 6 ] |

## Sucesión en listas
| Anterior: «Changed the Way You Kiss Me» de Example | UK Singles Chart — Sencillo Nro 1 26 de junio de 2011 — 10 de julio de 2011 | Siguiente: «Louder» de DJ Fresh con Sian Evans |